# Piszewo
Piszewo (deutsch bis 1910 Pissau, 1910–1945 Waldensee) ist ein Dorf sowie Sołectwo (Schulzenamt) in der Stadt-und-Land-Gemeinde Jeziorany (Seeburg). Es liegt im Powiat Olsztyński (Kreis Allenstein) in der Woiwodschaft Ermland-Masuren im Nordosten Polens.

## Geographie

### Geographische Lage
Piszewo liegt am westlichen Ufer des Luterskiesees im Westen der Masurischen Seenplatte, die zum Baltischen Höhenrücken gehört. Charakteristisch für die Gegend sind zahlreiche Seen, Flüsse, sowie Nadel- und Mischwälder.
Die Entfernung nach Biskupiec beträgt 24, nach Czerwonka (Rothfließ) 16, nach Dobre Miasto (Guttstadt) 33 und nach Jeziorany sieben Kilometer.

### Geologie
Die Landschaft ist durch den Eisschild gestaltet worden und ist eine postglaziale, hügelige, bewaldete  Grundmoräne mit vielen Rinnen-, Binnenseen und Flüssen.

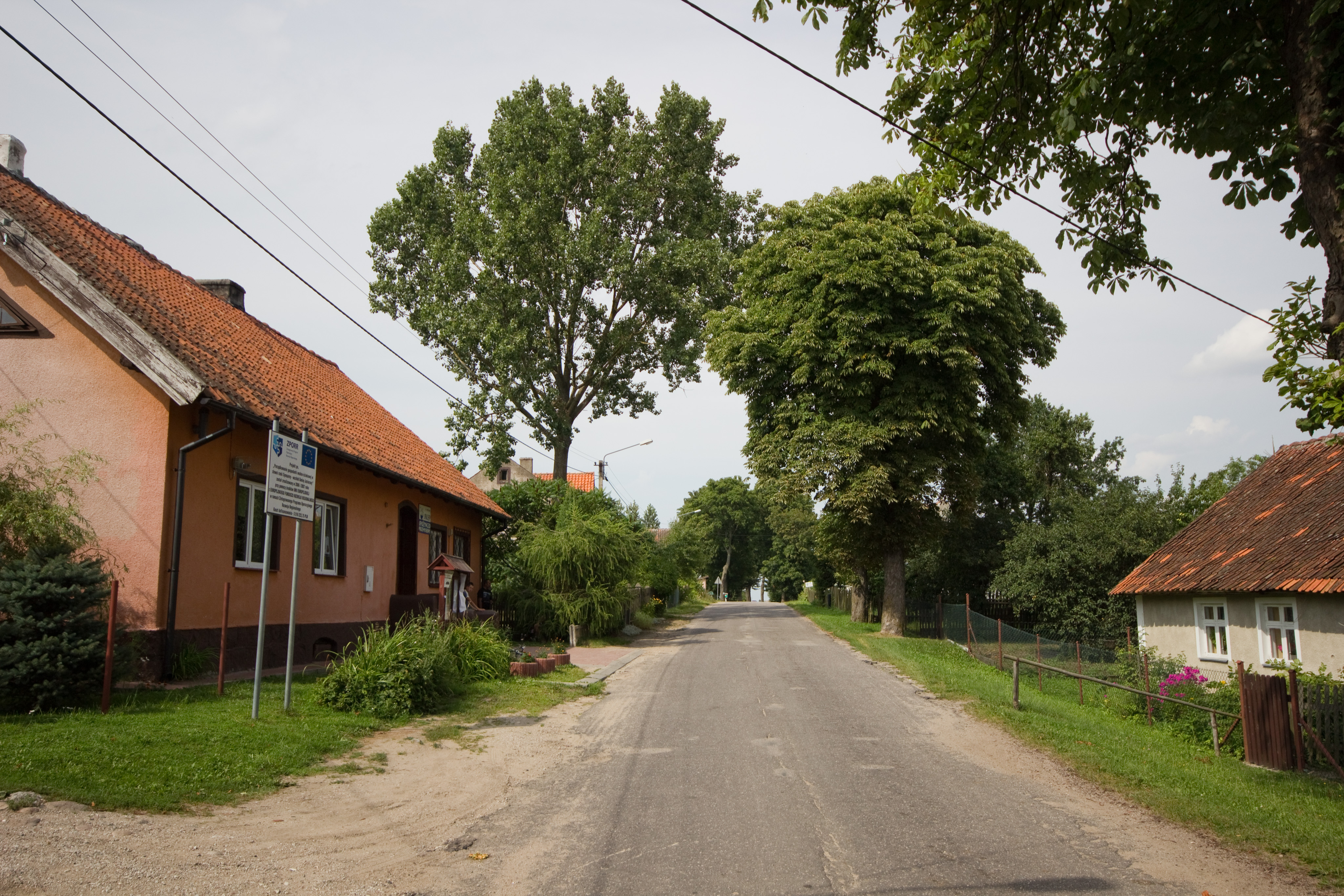
Dorfstraße in Piszewo

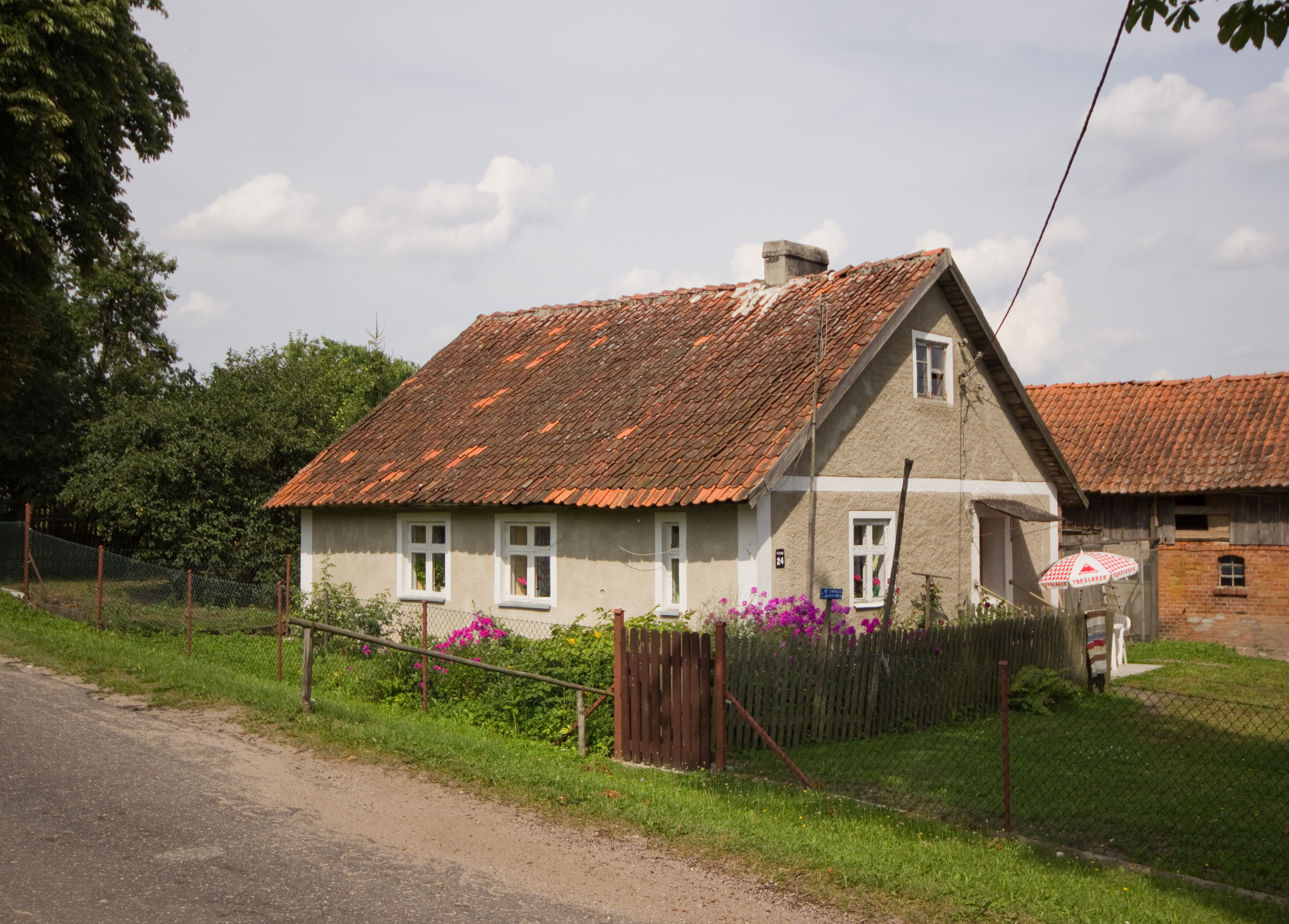
Anwesen in Piszewo

## Geschichte

### Ortsgeschichte
Ursprünglich lebten hier die heidnischen Prußen. Seit 1243 war das Bistum Ermland ein Teil des Deutschordenslandes. Nach dem Zweiten Frieden von Thorn im Jahr 1466 wurde Ermland als autonomes Fürstbistum Ermland der Krone Polens unterordnet. Mit der ersten Teilung Polens im Jahr 1772 wurde Ermland ein Teil des Königreichs Preußen und später der Provinz Ostpreußen.
Pissau gehörte von 1818 bis 1945 dem Landkreis Rößel an. Die Landgemeinde Pissau war ab Mai 1874 dem Amtsbezirk Elsau (polnisch Olszewnik) zugeordnet. Zum 24. Oktober 1910 wurde die Landgemeinde Pissau in Waldensee umbenannt.
Aufgrund der Bestimmungen des Versailler Vertrags stimmte die Bevölkerung im Abstimmungsgebiet Allenstein, zu dem Waldensee gehörte, am 11. Juli 1920 über die weitere staatliche Zugehörigkeit zu Ostpreußen (und damit zu Deutschland) oder den Anschluss an Polen ab. In Waldensee stimmten 280 Einwohner für den Verbleib bei Ostpreußen, auf Polen entfielen keine Stimmen.
Nach dem 20. Januar 1945 wurde Waldensee von der Roten Armee eingenommen. Nach Kriegsende kam das Dorf zur Volksrepublik Polen und wurde in Piszewo umbenannt.

### Einwohnerentwicklung
- 1820: 181 Einwohner
- 1905: 349 Einwohner
- 1910: 349 Einwohner
- 1939: 280 Einwohner
- 2007: 310 Einwohner
- 2011: 148 Einwohner
- 2022: 126 Einwohner[1]

## Kirche

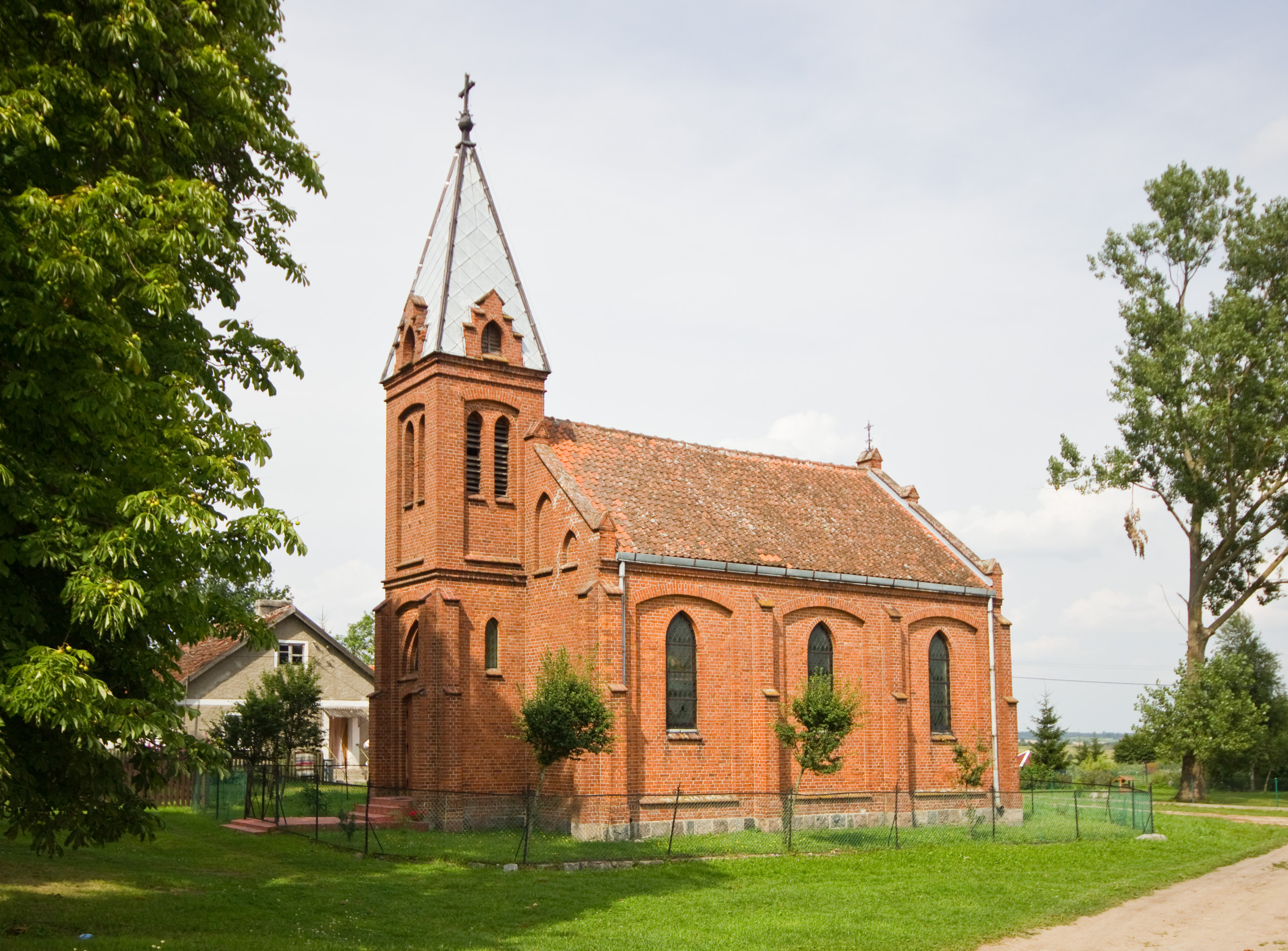
Die Kirche in Piszewo

### Römisch-katholisch
In Piszewo steht eine im Jahre 1907 erbaute neugotische Kirche. Zuvor gehörte Pissau zur Pfarrei Seeburg im damaligen Bistum Ermland, das 1992 zum Erzbistum erhoben wurde.

### Evangelisch
Bis 1945 war Pissau resp. Waldensee in die Kirche Seeburg in der Kirchenprovinz Ostpreußen der Kirche der Altpreußischen Union eingepfarrt. Heute sind die nächsten Kirchen weit entfernt: die Christus-Erlöser-Kirche Olsztyn (Allenstein) bzw. die Kirche in Bartoszyce (Bartenstein), beide in der Diözese Masuren der Evangelisch-Augsburgischen Kirche in Polen gelegen.

## Persönlichkeiten
- Anton Eichhorn (1809–1869), deutscher römisch-katholischer Theologe und Kirchenhistoriker
- Ferdinand Schulz (1892–1929), deutscher Pionier des Segelflugs in Ostpreußen[6]